# Coenotephria intercalata
Coenotephria intercalata är en fjärilsart som beskrevs av Walker 1861. Coenotephria intercalata ingår i släktet Coenotephria och familjen mätare. Inga underarter finns listade i Catalogue of Life.